# Bana, Ungern
Bana är en mindre ort i provinsen Komárom-Esztergom i Ungern. År 2019 hade Bana totalt 1 596 invånare.